# Valle Hermoso (Carrasco)
Valle Hermoso es una localidad boliviana perteneciente al municipio de Chimoré, ubicado en la provincia de Carrasco del departamento de Cochabamba. En cuanto a distancia, Valle Hermoso se encuentra a 200 km de la ciudad de Cochabamba, la capital departamental, a 2 km de Cesarzama y a 6 km de Chimoré. La localidad forma parte de la Ruta 4 de Bolivia. 
Según el último censo de 2012 realizado por el Instituto Nacional de Estadística de Bolivia (INE), la localidad cuenta con una población de 1690 habitantes y está situada a 250 metros sobre el nivel del mar.